# Thelma Connell
Thelma Connell, anfänglich auch Thelma Myers, (* 30. Juni 1912 in London, Vereinigtes Königreich; † 29. April 1976 in Monaco) war eine britische Filmeditorin. Sie zählte zu den bedeutendsten Editoren des britischen Films der 1940er bis 1970er Jahre.

## Leben und Wirken
Thelma Connell begann ihre Laufbahn in den 1930er Jahren als Scriptgirl, ehe sie als Assistentin zum Filmschnitt wechselte und Anfang der 1940er Jahre an wichtigen britischen Propagandafilmen wie One of Our Aircrafts is Missing und In Which We Serve beteiligt war. Auch bei dem überaus erfolgreichen Farbfilm Leben und Sterben des Colonel Blimp, einem über zweieinhalbstündigen Lebenspanorama, war sie 1943 als Schnittassistentin beteiligt.
Als eigenständige Editorin schnitt Thelma Connell in den folgenden drei Jahrzehnten gepflegte und kultivierte A-Unterhaltungsproduktionen mit beliebten Filmdarstellern Großbritanniens, darunter Der letzte Sündenfall, Der Dreckspatz und die Königin, Der Verführer läßt schön grüßen, Anruf für einen Toten und den James-Bond-Film Man lebt nur zweimal. Mehrfach wurde sie zu Beginn ihrer Karriere auch für den Endschnitt der Arbeiten des Regie-Duos Sidney Gilliat und Frank Launder bestellt. Ein vereinzelter Ausflug zur Regie bei einer Adventure Theatre-Folge (Tale of Three Women) 1954 hatte für Thelma Connell keine Folgen.

## Filmografie
- 1942: In Which We Serve
- 1945: Der letzte Sündenfall (The Rake’s Progress)
- 1946: Achtung: Grün (Green for Danger)
- 1947: Captain Boycott
- 1948: Die blaue Lagune (The Blue Lagoon)
- 1950: Staatsgeheimnis (State Secret)
- 1950: Der Dreckspatz und die Königin (The Mudlark)
- 1951: Maxie macht Karriere (Lady Godiva Rides Again)
- 1951: Giacomo (Imbarco a mezzanotte)
- 1952: Folly to Be Wise
- 1954: Die Schönen von St. Trinians (The Belles of St. Trinian’s)
- 1954: Geordie
- 1955–1960: Die Abenteuer von Robin Hood (The Adventures of Robin Hood) (TV-Serie, von 1957 bis 1959 auch Produktionsleitung)
- 1960: The Pure Hell of St. Trinian’s
- 1961: Lieben kann man nur zu zweit (Only Two Can Play)
- 1962: The Amorous Prawn
- 1962: Herbst in London N 16 (The Barber of Stamford Hill)
- 1963: Hide and Seek
- 1964: Die Todeskarten des Dr. Schreck (Dr. Terror’s House of Horrors)
- 1964: Ein Haufen toller Hunde (The Hill)
- 1965: Insel des Schreckens (Island of Terror)
- 1965: Der Verführer läßt schön grüßen (Alfie)
- 1966: Anruf für einen Toten (The Deadly Affair)
- 1967: James Bond 007 – Man lebt nur zweimal (You Only Live Twice)
- 1967: Todestanz eines Killers (A Dandy in Aspic)
- 1968: Ein Hauch von Sinnlichkeit (The Appointment)
- 1969: Rekruten im Todesdschungel (The Virgin Soldiers)
- 1970: The Buttercup Chain
- 1970: Ein Tag im Leben des Iwan Denissowitsch (One Day in the Life of Ivan Denisovich)
- 1971: Mord nach Maß (Endless Night)
- 1971: Stiefel, die den Tod bedeuten(See No Evil)
- 1972: Ruf der Wildnis (The Call of the Wild)
- 1972: Paul et Michelle
- 1973: Maria Marusjka
- 1974: Die Uhr läuft ab (Ransom)
- 1975: Das Sonderkommando (Operation Daybreak)